# Charles Herbert Stringer
Charles Herbert Stringer, britanski general, * 10. april 1886, Armagh, Severna Irska, † 1961.